# 谷口博教
谷口 博教（たにぐち　ひろのり、1986年2月 - ）は、シルク・ドゥ・ソレイユのオーヴォで活躍する日本のパフォーマー。

## 人物概要
- 広島県広島市出身。中学1年生から体操を始める。
- 高校卒業後は日本体育大学へ進学、同期には北京オリンピックの体操団体銀メダルの沖口誠選手もいたが、大学2年で「これ以上、上にはいけない」と競技を断念し、学生コーチに転進したが不完全燃焼の思いが残り、3年生だった2006年冬、東京で開かれたオーディションに挑んだ。大学の先輩でシルク・ドゥ・ソレイユ入りした奥澤秀人の体験談を参考にトランポリンの演技をビデオに撮り事前選考に送り即戦力をアピール。2008年の大学卒業と同時にシルク・ドゥ・ソレイユ入りした。
- オーヴォには製作段階から参加。高さ8メートル、幅19メートルのウォール(壁)に跳び付くコオロギ隊で初舞台を踏み、途中で演劇の主役「フォーリナー」に抜擢された。
- 2009年からオーヴォ公演でカナダ、米国、オーストラリアなどを巡業。東京で始まった日本ツアーでは当初「アメリカンジョーク風の部分が受けなくて焦った」。オリジナルの「虫語」にアドリブで日本語を交ぜて「あなたのことが好き」などと叫ぶようにしたら笑ってもらえるようになった[1]。